# Cabergolin
Cabergolin ist ein von Mutterkornalkaloiden abgeleiteter Arzneistoff. Er wirkt als primärer Dopamin-D2-Agonist. Cabergolin wird in der Humanmedizin als Mittel gegen Morbus Parkinson, zum Abstillen und bei Galaktorrhoe oder bei Prolaktin-Überschuss angewendet. In der Tiermedizin wird der Wirkstoff bei Scheinträchtigkeit, zur Aborteinleitung, zur Östruseinleitung, bei Mammatumoren und zur Pyometratherapie eingesetzt.

## Pharmakologische Eigenschaften
Cabergolin imitiert als Agonist an Dopaminrezeptoren, die zu den G-Protein-gekoppelten Rezeptoren gehören, die Wirkung des Neurotransmitters Dopamin. Es hat eine hohe spezifische Affinität zu den D2-Rezeptoren der Prolaktin produzierenden Zellen im Hypophysenvorderlappen, wodurch es zu einer Hemmung der Sekretion dieses Hormons kommt.
Die Lipidlöslichkeit beträgt 2,855, die Plasmahalbwertszeit beim Menschen 63–69 Stunden, beim Hund 17–24 Stunden. Die Aufnahme erfolgt oral und im Körper wird der Wirkstoff zu 40–42 Prozent an Plasmaproteine gebunden. Cabergolin wird vorwiegend in der Leber durch Spaltung metabolisiert, das dafür verantwortliche Enzym wurde bisher noch nicht identifiziert. Die Metabolisation von Cabergolin ist nur gering abhängig vom Cytochrom P450. Es wird zu 97 % über den Kot ausgeschieden, eine Anpassung bei Niereninsuffizienz ist daher nicht notwendig. In der Schwangerschaft ist das Mittel kontraindiziert.

## Klinische Angaben

### Anwendungsgebiete (Indikationen)

#### Humanmedizin
In der Humanmedizin wird das Mittel bei zwei Hauptindikationen eingesetzt und daher in zwei verschiedene ATC-Codes eingeordnet: Ein Einsatzbereich sind neurologische Erkrankungen des extrapyramidalmotorischen Systems wie die Parkinson-Krankheit (ATC-Code N04BC06) und das Restless-Legs-Syndrom. Der zweite Einsatzbereich sind gynäkologische Erkrankungen (ATC-Code G02CB03) mit gesteigerter Prolaktin-Sekretion, wie z. B. Prolaktinome oder das Abstillen, wobei in Deutschland eine Lizenz nur für das primäre Abstillen besteht.
Des Weiteren kommt das Mittel in spezifischen Fällen in wesentlich geringeren Dosen zur Behandlung einer Akromegalie zum Einsatz, wenn nach einer Operation der Hypophyse das hormonproduzierende Gewebe nicht vollständig entfernt werden konnte.

#### Tiermedizin
In der Tiermedizin ist Cabergolin für Hunde und Milchkühe zugelassen.
Wichtigstes Einsatzgebiet beim Hund ist die Scheinträchtigkeit (Lactatio falsa), ein Atavismus der Hunde, der 6 bis 12 Wochen nach einer Läufigkeit auftreten kann und mit einer erhöhten Prolaktinsekretion einhergeht. Hierbei wird der Wirkstoff über 8 Tage einmal täglich verabreicht. Auch eine chronische Scheinträchtigkeit, die auftritt, wenn die Eierstöcke während einer Scheinträchtigkeit entfernt werden, lässt sich in den meisten Fällen mit Cabergolin behandeln, obwohl der Prolaktinspiegel meist nicht erhöht ist. Mit Cabergolin ließen sich auch Scheinträchtigkeiten bei Hauskatzen und Hauskaninchen erfolgreich therapieren.
Darüber hinaus kann Cabergolin auch bei normaler Laktation bei Hunden und Katzen zur Verhinderung der Milchbildung, z. B. nach Totgeburten oder Tod der Welpen eingesetzt werden.
Da Prolaktin bei Hunden in der späteren Trächtigkeit das wichtigste den Gelbkörper erhaltende Hormon bei Hunden ist, kann Cabergolin ab dem 23. Trächtigkeitstag zusammen mit Prostaglandin F2α zur Abortinduktion verwendet werden. Vor dem 40. Trächtigkeitstag ist die alleinige Gabe von Cabergolin unsicher, nach dem 48. Tag wird eine Frühgeburt ausgelöst. Auch bei Katzen kann zwischen dem 34. und 42. Trächtigkeitstag ein Abort ausgelöst werden.
Ein weiteres Einsatzgebiet sind Tumoren der Milchdrüse. Das Risiko der Bildung solcher Tumoren steigt mit der Anzahl der Scheinträchtigkeiten. Hier kann Cabergolin vor der Operation zum Abschwellen des Gesäuges und damit Operationserleichterung angewendet werden, gutartige Tumoren können sich sogar ganz zurückbilden.
Cabergolin kann bei Hunden auch zur Läufigkeitsinduktion eingesetzt werden. Hunde treten nach einem Brunstzyklus in eine mehrmonatige Fortpflanzungsruhe (Anöstrus), die mit der Gabe von Cabergolin verkürzt werden kann. Der genaue hormonelle Wirkungsmechanismus dafür ist nicht bekannt.
Da Prolaktin die Gelbkörperfunktion und damit die Progesteronbildung aufrechterhält, kann Cabergolin bei Hunden auch zur konservativen Behandlung einer Gebärmuttervereiterung (Pyometra) eingesetzt werden. Es führt zu einer Öffnung des Muttermundes, nach der Prostaglandin zur Entleerung des Eiters appliziert werden kann. Auch bei einer glandulär-zystischen Hyperplasie des Endometriums konnte in 7 von 10 Fällen eine Heilung erzielt werden.
Bei Milchkühen wird Cabergolin zum Trockenstellen eingesetzt.
Bei Katzen mit Diabetes mellitus infolge Hypersomatotropismus konnte mit Cabergolin eine Senkung des IGF-1, bei 35 % eine verbesserte Diabetes-Kontrolle und Remission erreicht werden.

### Anwendung während Schwangerschaft & Stillzeit
Schwangerschaft: In Tierversuchen zeigten sich keine fruchtschädigenden Effekte, beim Menschen liegen jedoch keine ausreichenden Erfahrungen zur Anwendung in der Schwangerschaft vor, so dass Cabergolin aus Sicherheitsgründen während der Schwangerschaft nicht angewendet werden sollte. Vor Behandlungsbeginn ist eine Schwangerschaft auszuschließen und während der Behandlung durch Kontrazeption zu vermeiden.
Stillzeit: Aufgrund des Wirkprinzips von Cabergolin ist mit einer Beeinträchtigung des Laktation (Milchfluss) zu rechnen. Es liegen keine Daten zur Übertragung von Cabergolin durch die Muttermilch vor, so dass vom Stillen während der Behandlung abgeraten wird.

### Unerwünschte Wirkungen (Nebenwirkungen)
Das Auftreten von Nebenwirkungen ist bei Cabergolin dosisabhängig; bei Kurzzeitbehandlungen wie beim Abstillen treten diese nur selten auf. Cabergolin gilt als nebenwirkungsärmstes Dopaminergikum mit sehr guter Patienten-Compliance.
Bei der Anwendung von Cabergolin wurden unter anderem Nebenwirkungen wie Müdigkeit/Schläfrigkeit, Schwindel, Übelkeit, Magenschmerzen und Bewegungsstörungen (Dyskinesien) sowie Blutdruckabfall beobachtet. Insbesondere bei Vergiftungen kann es außerdem zu Verwirrtheit und Halluzinationen kommen.
Wegen der bei Ergotalkaloiden, zu denen die Substanz gehört, wiederholt aufgetretenen und in wiederholten Fall-Kontroll-Studien (nicht zuletzt am 4. Januar 2007 im New England Journal of Medicine) aufgezeigten schweren fibrotischen kardialen Valvulopathie (Herzklappenschäden) wird in den USA vor einer Langzeitanwendung eine entsprechende kardiale Abklärung bei allen Patienten empfohlen.
Des Weiteren wird bei allen Dopamin-Agonisten auch von Nebenwirkungen wie Spielsucht, erhöhtem Sexualtrieb und Essattacken berichtet, was das Bundesinstitut für Arzneimittel und Medizinprodukte (BfArM) bereits am 30. Juli 2007 in einem Bescheid dazu veranlasste, die Hersteller aller Dopamin-Agonisten aufzufordern, in den Beipackzetteln explizit die Gefahren „Spielsucht, Libidosteigerung und Hypersexualität“ zu benennen. Es erklärte die Bezeichnung „Zwangsstörungen“ als nicht ausreichend. Bei den Komplikationen ist zudem gemäß einer amerikanischen Studie an Parkinsonpatienten davon auszugehen, dass es sich nicht nur um Einzelfälle handelt. An der Universität Pennsylvania hat der Neurologe Daniel Weintraub anhand von 3090 Testpersonen, die Pramipexol (einen non-ergot-Dopaminagonisten) erhielten, einen Anteil von mehr als 17 % Betroffener ermittelt.
Bei Milchkühen wurden kurz nach Markteinführung des Präparats Velactis zahlreiche Nebenwirkungen festgestellt, vor  allem Festliegen, Untertemperatur, Hypokalzämie, Störungen der Pansenmotorik, Durchfall, Durchblutungsstörungen und Ataxien. Auch Todesfälle traten auf. Daher wurde die Zulassung noch einmal im Juli 2016 geprüft. Seit 6. September 2016 ruht die Zulassung und das Medikament ist nicht mehr verkehrsfähig.

## Handelsnamen
Monopräparate
Cabaser (CH), Cabaseril (D, A), Dostinex (D, A, CH) und diverse Generika (D, A)
In der Tiermedizin ist Cabergolin unter den Handelsnamen Galastop, GalactoFin und Laktostop im Handel erhältlich. Velactis ist seit September 2016 nicht mehr verkehrsfähig.